# Qu'Appelle
Pour les articles homonymes, voir Qu'Appelle (homonymie).
Qu'Appelle est une ville de la province de la Saskatchewan au Canada.

## Démographie

Vallée de Qu'Appelle.

| 2001 | 2006 | 2011 | 2016 |
| ---- | ---- | ---- | ---- |
| 648  | 624  | 668  | 639  |